# Patronímic
Un patronímic és un component del nom personal que es basa en el nom del mateix pare, avi o fins i tot un avantpassat masculí anterior. Un component d'un nom basat en el nom de la mare d'un o un avantpassat femella és un matronímic. És una forma de transmissió del llinatge.
En moltes àrees els patronímics precedeixen l'ús dels cognoms. Són comuns com a noms mitjans a Rússia, i en cognoms d'Islàndia.
Molts cognoms celtes, anglesos, ibèrics, escandinaus i eslaus s'originen a partir de patronímics, p. ex. Wilson (fill de Wil), Fernández (fill de Fernando), Rodríguez (fill de Rodrigo), Carlsson (fill de Carl), Stefanovi (fill de Stefan) i O'Connor (d'"Ó Conchobhair", net/descendent de Conchobhair). Similarment, altres cultures que anteriorment feien servir patronímics s'han canviat a l'estil més estès de passar el cognom del pare als fills (i a l'esposa, en molts casos) com el seu propi.
Els patronímics poden simplificar o complicar la investigació genealògica. El nom de pila d'un pare és fàcilment determinable quan els seus fills tenen un patronímic; tanmateix, la migració ha ocasionat sovint el canvi d'un patronímic a un cognom a causa de costums locals diferents. La majoria dels immigrants s'adapten quan han d'escriure naixements, matrimonis, i partides de defunció. Depenent dels països afectats, la investigació familiar en el segle xix i anteriors, requereix tenir-ho en compte.
En la taxonomia biològica, un patronímic és un epítet específic que és un nom llatinitzat. Aquests sovint estant associats amb el biòleg que va anomenar l'organisme o amb algú a qui el mateix biòleg vol honorar. Els exemples inclouen Gopherus agassizii, anomenat per James Graham Cooper amb el nom de Jean Louis Rodolphe Agassiz, i Acacia greggii, anomenat pel botànic Asa Gray per l'explorador Josiah Gregg.